# Piotr Zychowicz

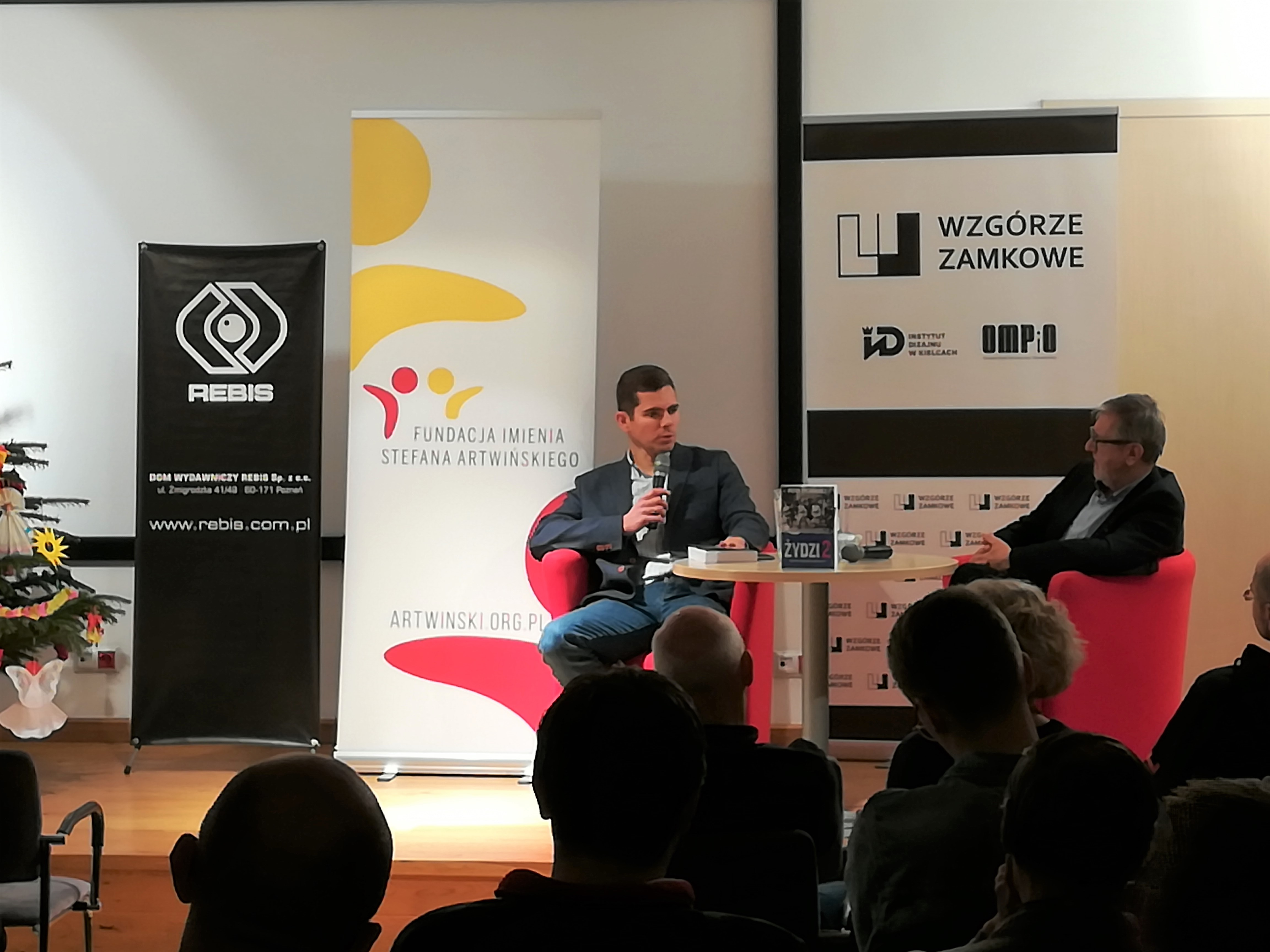
Spotkanie autorskie w Kielcach, 18 grudnia 2018

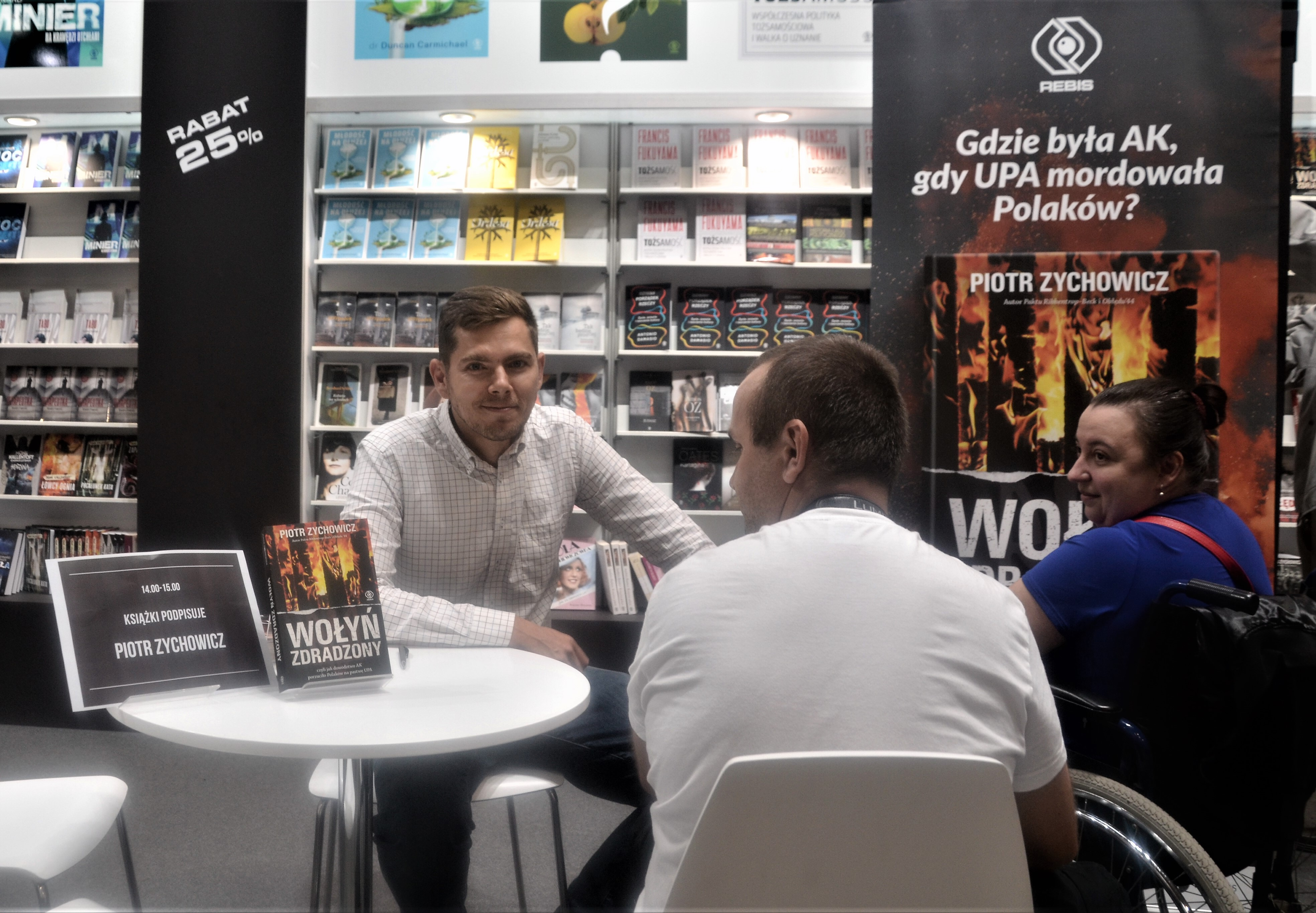
Promocja książki Wołyń zdradzony, czyli jak dowództwo AK porzuciło Polaków na pastwę UPA (2019)

Piotr Stefan Zychowicz (ur. 27 kwietnia 1980 w Warszawie) – polski publicysta historyczny, w latach 2000–2012 dziennikarz „Rzeczpospolitej”, w 2013–2022 zastępca redaktora naczelnego tygodnika „Do Rzeczy” i redaktor naczelny miesięcznika „Historia Do Rzeczy”.

## Życiorys
Absolwent Instytutu Historycznego Uniwersytetu Warszawskiego (2005), gdzie otrzymał tytuł magistra na podstawie pracy Środowiska germanofilskie w Generalnym Gubernatorstwie 1939–1942. Przypadek Władysława Studnickiego (przygotowana pod kierunkiem Andrzeja Chojnowskiego, recenzowana przez Pawła Wieczorkiewicza). Od 2000 roku związany z dziennikiem „Rzeczpospolita”. Dziennikarz, a później zastępca szefa działu zagranicznego. Do października 2012 roku publikował w „Rzeczpospolitej” i tygodniku „Uważam Rze”. Był zastępcą redaktora naczelnego miesięcznika „Uważam Rze Historia”. 10 kwietnia 2010 roku był jednym z pierwszych dziennikarzy, którzy dotarli na miejsce katastrofy Tu-154 w Smoleńsku. Autor książki Pakt Ribbentrop-Beck. Od stycznia 2013 do października 2022 zastępca redaktora naczelnego tygodnika „Do Rzeczy” i redaktor naczelny miesięcznika „Historia Do Rzeczy”. Od kwietnia 2013 prowadzi magazyn historyczny Kontra na antenie stacji Telewizja Republika. Od sierpnia 2020 r. prowadzi w serwisie YouTube kanał Historia Realna, który jest deklarowany jako „niezależny kanał o historii, geopolityce i wojsku”.

## Akcja „Przeciwko polskim obozom”
Jest jednym – obok Jerzego Haszczyńskiego i Katarzyny Zuchowicz – z inicjatorów akcji Przeciwko polskim obozom zorganizowanej w 2005 r. przez dziennik „Rzeczpospolita”. Za artykuł Trzeba ścigać autorów tekstów o «polskich obozach» i liczne kolejne publikacje w tej sprawie nagrodzony w 2005 r. nagrodą główną SDP (wraz z Haszczyńskim i Zuchowiczową). Za akcję Przeciwko polskim obozom nominowany również do nagrody „Press”.

## Poglądy i reakcje
W swoich książkach przedstawia i analizuje alternatywne scenariusze dziejów Polski. W Pakcie Ribbentropp-Beck twierdził, że lepszym rozwiązaniem dla Polski w 1939 byłby sojusz z III Rzeszą i wspólny atak na ZSRR niż oparcie na sojuszu z Francją i Wielką Brytanią. Na kartach Paktu Piłsudski–Lenin forsował tezę o odpowiedzialności Naczelnika Państwa Polskiego za rozprzestrzenienie się komunizmu na świecie. W Obłędzie '44 krytykował odpowiedzialnych za wybuch powstania warszawskiego. Część historyków negatywnie odniosła się do tez stawianych przez autora wspomnianych publikacji. Antoni Dudek stwierdził, że „w książkach Piotra Zychowicza nie o dyskusję chodzi, ale o przywalenie komuś: raz jest to Józef Beck, którego jednostkową rolę przecenia, czyniąc z niego całkowicie samodzielnego architekta polityki zagranicznej II RP, raz zaś dowództwo AK, które wedle niego też mogło w 1944 robić co chciało, ignorując nastroje społeczne”. Piotr Gontarczyk krytykował konstrukcję Obłędu '44, twierdząc, że autor „bardzo obszernie korzysta z (...) wypowiedzi oskarżycielskich, mściwych, nie do końca sprawdzonych albo w ogóle nie wiadomo, czy prawdziwych. No i to w jakiejś mierze dezawuuje cały tok jego narracji”. Książkę poświęconą rzekomej współpracy obozu piłsudczykowskiego z bolszewikami skrytykował w całości jako „ignorancką, prymitywną i niedorzeczną” historyk Rafał Igielski. Tez Zychowicza nie podzielał również Marek Kornat. Z kolei Jacek Chrobaczyński stwierdził wręcz, że książka Pakt Ribbentrop-Beck jest „wyrazistym przykładem śmieszności intelektualnej, niekompetencji warsztatowej, spekulacji umysłowej. Nie jest godna nazwania jej rozprawą historyczną, a autora profesjonalnym historykiem”.
We wrześniu 2017 roku w swej książce Niemcy oraz w artykule opublikowanym w „Do Rzeczy” Zychowicz usiłował rozpropagować pogląd, jakoby ideolog nazizmu, Adolf Hitler, reprezentował nie skrajną prawicę, lecz „lewactwo”; samo przyporządkowanie Hitlera przez historiografię do prawicy opisywał jako sukces lewicowej propagandy. Mateusz Kuryła z portalu Histmag zarzucił Zychowiczowi „znaczące nadużycie intelektualne”, uzasadniając swą opinię rasizmem oraz antysemityzmem ideologii nazistowskiej (sprzecznym z lewicowymi postulatami egalitaryzmu) oraz współczesną ewolucją pojęcia XXI-wiecznej lewicy. O ile Zychowicz miał na myśli przede wszystkim zbieżność lewicowego komunizmu z nazizmem pod względem kolektywizmu, współczesna socjaldemokracja wyrzekła się gospodarki centralnie sterowanej na rzecz idei państwa opiekuńczego, zaakcentowania praw człowieka oraz wolności słowa. Historycy Mikołaj Mirowski oraz Jan Rojewski w związku ze sprawą Niemców zarzucili Zychowiczowi zupełnie ahistoryczną interpretację doktryny politycznej Hitlera. W opublikowanym na łamach „Rzeczpospolitej” wywiadzie z Zychowiczem Jan Rojewski krytykował dobór okładek pisma „Historia Do Rzeczy”, wskazując na ich „skrajnie ideologiczny przekaz”.
Zajmował się wyjaśnieniem popełnionej w 1944 przez żołnierzy Armii Krajowej na Żydach zbrodni w Lesie Siekierzyńskim.
W 2019 książka P. Zychowicza pt. Wołyń zdradzony, czyli jak dowództwo AK porzuciło Polaków na pastwę UPA uczestniczyła w 12. edycji konkursu Książka Historyczna Roku, a w trakcie jego trwania decyzją trzech współorganizatorów (Telewizja Polska S.A., Polskie Radio S.A. i Narodowe Centrum Kultury) została usunięta z konkursu, zaś jako powód podano, że jest niezgodna z polską racją stanu. W wydanym oświadczeniu Instytut Pamięci Narodowej podał do wiadomości, że ta decyzja nie była uzgodniona z IPN. W związku z decyzją organizatorów Sławomir Cenckiewicz 24 października 2019 zarzucił im brak uprawnień do podjęcia takiej decyzji, użycie fałszywej podstawy prawnej oraz poinformował o rezygnacji z członkostwa w jury konkursu i zaapelował o jego anulowanie w edycji 2019. Nazajutrz czterej organizatorzy konkursu (TVP, PR, IPN, NCK) poinformowali o unieważnieniu konkursu w edycji 2019.

## Książki
- Pakt Ribbentrop-Beck, czyli jak Polacy mogli u boku Trzeciej Rzeszy pokonać Związek Sowiecki, Poznań: Dom Wydawniczy Rebis 2012. ISBN 978-83-7818-091-3.
- Obłęd '44, czyli jak Polacy zrobili prezent Stalinowi, wywołując Powstanie Warszawskie, Poznań: Dom Wydawniczy Rebis 2013. ISBN 978-83-7818-198-9.
- Opcja niemiecka. Czyli jak polscy antykomuniści próbowali porozumieć się z Trzecią Rzeszą, Poznań: Dom Wydawniczy Rebis 2014. ISBN 978-83-7818-316-7.
- Pakt Piłsudski-Lenin, czyli jak Polacy uratowali bolszewizm i zmarnowali szansę na budowę imperium, Poznań: Dom Wydawniczy Rebis 2015[29]. ISBN 978-83-7818-919-0.
- Skazy na pancerzach. Czarne karty epopei Żołnierzy Wyklętych., Poznań: Dom Wydawniczy Rebis 2018. ISBN 978-83-8062-289-0.
- Wołyń zdradzony, czyli jak dowództwo AK porzuciło Polaków na pastwę UPA, Poznań: Dom Wydawniczy Rebis 2019. ISBN 978-83-8062-564-8.
- Germanofil. Władysław Studnicki. Polak, który chciał sojuszu z III Rzeszą, Poznań: Dom Wydawniczy Rebis 2020. ISBN 978-83-8188-103-6.
- Nadchodzi III wojna światowa. Czy Ameryka porzuci Polskę na pastwę Rosji?, Poznań: Dom Wydawniczy Rebis 2021. (Współautor Jacek Bartosiak). ISBN 978-83-818-8354-2.
- Wojna o Ukrainę. Wojna o świat (wspólnie z Jackiem Bartosiakiem), Poznań: Dom Wydawniczy Rebis 2023, ISBN 978-83-8338-104-6.
- Izrael na wojnie. 100 lat konfliktu z Palestyńczykami, Poznań: Dom Wydawniczy Rebis 2024, ISBN 978-83-8338-277-7.
- Seria Opowieści niepoprawne politycznie:
- Żydzi. Opowieści niepoprawne politycznie, Poznań: Dom Wydawniczy Rebis 2016. ISBN 978-83-8062-724-6.
- Sowieci. Opowieści niepoprawne politycznie II, Poznań: Dom Wydawniczy Rebis 2016. ISBN 978-83-8062-781-9.
- Niemcy. Opowieści niepoprawne politycznie cz. III, Poznań: Dom Wydawniczy Rebis 2017. ISBN 978-83-8062-238-8.
- Żydzi 2. Opowieści niepoprawne politycznie IV, Poznań: Dom Wydawniczy „Rebis” 2018. ISBN 978-83-806-2315-6.
- Alianci. Opowieści niepoprawne politycznie V, Poznań: Dom Wydawniczy Rebis 2021. ISBN 978-83-8188-236-1.
- Ukraińcy, Poznań: Dom Wydawniczy Rebis 2022. ISBN 978-83-8188-625-3 i Ukraińcy – edycja specjalna z materiałami dodatkowymi, w twardej oprawie (to samo wydawnictwo, rok wydania). ISBN 978-83-8188-656-7.